# Hisaya Satō
Hisaya Satō (japanisch 佐藤 久弥 Satō Hisaya; * 4. April 1998 in der Präfektur Chiba) ist ein japanischer Fußballspieler.

## Karriere
Hisaya Satō erlernte das Fußballspielen in der Jugendmannschaft von Tokyo Verdy sowie in der Universitätsmannschaft der Juntendo University. Seinen ersten Vertrag unterschrieb er am 1. Februar 2022 bei seinem Jugendverein Tokyo Verdy. Der Verein, der in der Präfektur Tokio beheimatet ist, spielt in der zweiten japanischen Liga. In seiner ersten Saison für Verdy kam er nicht zum Einsatz. Sein Zweitligadebüt gab Hisaya Satō am 3. April 2022 (8. Spieltag) im Heimspiel gegen Ōita Trinita. Hier stand er in der Startelf und stand die kompletten 90 Minuten im Tor. Verdy gewann das Spiel durch ein Tor von Ren Katō mit 1:0. Am Ende der Saison 2023 wurde er mit Verdy Tabellendritter. In den Aufstiegsspielen konnte man sich durchsetzen und stieg in die erste Liga auf. Im Januar 2025 wechselte er in die J3 Leaguedritte Liga. Hier schloss er sich dem in der Präfektur Okinawa beheimateten FC Ryūkyū an.